# Leron Black
Leron Black (Omaha, 31 gennaio 1996) è un ex cestista e allenatore di pallacanestro statunitense.